# Melanie Thornton
Melanie Janene Thornton (13 de mayo de 1967 - 24 de noviembre de 2001) fue una cantante estadounidense de música pop, que alcanzó la fama en Alemania, y que formó parte del grupo de eurodance La Bouche, cuyos sencillos "Be My Lover" y "Sweet Dreams" fueron un icono de la música de los años 1990. También forjó una carrera bastante exitosa en Alemania como solista antes de su muerte. Entre sus principales temas destacan "Love How You Love Me", "Wonderful Dream", "Memories" y "Heartbeat". Thornton falleció al estrellarse el avión en el que viajaba, en las cercanías de Bassersdorf, Suiza.

## Biografía
Thornton nació en Charleston, Carolina del Sur, y comenzó a estudiar canto a los seis años, así como a tomar clases de piano y clarinete. Su madre escuchaba a Aretha Franklin y Roberta Flack. Thornton imitaría a las vocalistas que veía en televisión o escuchaba en la radio. Más adelante, financió sus estudios universitarios con apariciones en programas de talento y pequeños conciertos grupales. Frecuentaba un club llamado The Peacock Lounge, donde cantaba siempre que las bandas que allí tocaban sus temas invitaran a su público a subirse al escenario. Thornton había soñado desde siempre con iniciarse en la música, y en febrero de 1992 se trasladó a Alemania. Su hermana vivía allí con su marido, un soldado del ejército estadounidense. Por su parte, Thornton, además de tener la nacionalidad de su país de origen, obtuvo la ciudadanía alemana. Su tío, Bob Chisolm, cantante y pianista, la incentivó a formar parte del mercado alemán. Anteriormente había cantado en la banda Danger Zone de Macon, Georgia, consiguiendo 50 dólares por noche. Sin embargo, su tío le hizo saber que en una mala noche en Alemania ganaría el triple, o sea $150.
Thornton lo intentó y pronto consiguió trabajo en estudios musicales grabando demos. Fue su canción "Sweet Dreams" la que suscitó interés por parte del productor Frank Farian, que había sido una pieza clave en la composición del dúo de los años 1980, Milli Vanilli. Farian le hizo firmar un contrato y la presentó ante Lane McCray, con quien pasaría a formar parte del dúo La Bouche, que en francés significa "La Boca".
Dejó La Bouche en febrero de 2000 y Frank Farian convocó a Natascha Wright, quien pasó a ser la nueva voz femenina (junto a Lane McCray, quien siguió formando parte del grupo). Firmó un contrato musical con Sony/Epic Records. Su primer tema como solista salió al mercado en noviembre de 2000, titulado "Love How You Love Me", una balada (el CD también incluye algunos temas remixados). Thornton presentó su nuevo sencillo el 29 de noviembre de 2000 en el Spendenmarathon RTL, y el 1 de diciembre hizo lo propio en Dome, Berlín. Su siguiente sencillo se llamó "Heartbeat".
El 7 de mayo de 2001, Thornton lanzó su primer y único álbum como solista, titulado Ready To Fly, bajo la etiqueta X-Cell (distribuido por Sony/Epic Records). Continuaría realizando pequeñas apariciones en clubes musicales de los Estados Unidos bajo el seudónimo de "Melanie Thornton, antiguo miembro de La Bouche".

## Muerte y repercusiones
En la noche del 24 de noviembre de 2001, Thornton perdió la vida en un accidente aéreo, mientras viajaba en el vuelo 3597 de Crossair en las inmediaciones de Bassersdorf, cerca de Zúrich, Suiza. Dio su último concierto en Leipzig y luego condujo hasta Berlín, donde tomó el vuelo siniestrado con destino a Zúrich, para aparecer en la radio y televisión (entre otros, el programa "Die Bar" en TV3, que se canceló) con el fin de promocionar su nuevo sencillo "Wonderful Dream (Holidays Are Coming)" y la nueva edición de su álbum Ready To Fly. "Wonderful Dream" fue una balada navideña compuesta para un anuncio publicitario alemán de la multinacional Coca-Cola. 
Pese a que la muerte de Thornton se produjo un mes antes de Navidad, Coca-Cola decidió mantener el anuncio comercial como había sido planificado. También se utilizó para diferentes anuncios publicitarios en Alemania, Irlanda, Reino Unido, Bélgica, Países Bajos, Noruega, Dinamarca y Suecia. El tema musical que compuso para el anuncio, se retransmite todos los años en Alemania desde 2001 en vísperas de Navidad, y el tema ha formado parte de las listas musicales alemanas desde entonces. 
El 25 de noviembre de 2002, el sencillo "In Your Life" salió al mercado para conmemorar el primer aniversario de su fallecimiento. En él se incluye un "in memoriam" dedicado por su excompañero de La Bouche, Lane McCray, y por SonyBmg/X-Cell Records.
Thornton fue enterrada en Mount Pleasant Memorial Gardens, Mount Pleasant, Carolina del Sur, Estados Unidos.

## Discografía

### Sencillos
- "Love How You Love Me" (6 de noviembre de 2000 con vídeo musical)
- "Heartbeat" (9 de abril de 2001 con vídeo musical)
- "Makin' Oooh Oooh (Talking About Love)" (3 de septiembre de 2001 con vídeo musical)
- "Wonderful Dream (Holidays Are Coming)" (26 de noviembre de 2001, reeditado el 24 de noviembre de 2003)
- "Wonderful Dream (Holidays Are Coming)" (Pock It 8 cm CD) (15 de noviembre de 2004)
- "In Your Life" (25 de noviembre de 2002)

### Álbumes
- Ready To Fly (7 de mayo de 2001)
- Ready To Fly (New Edition) (26 de noviembre de 2001)

### Recopilaciones
- Best of La Bouche feat. Melanie Thornton (21 de mayo de 2002)
- Memories - Her Most Beautiful Ballads (1 de diciembre de 2003)

### Colaboraciones
- "If You Wanna Be (My Only)", Orange Blue.
- "Love Of My Life", Dj Bobo.
- "Fredoom (Free Your Mind", Joy Lab.
- "Tonight Is The Night", Le Click.
- "How Can I?", Men Behind.
- "Feel The Life", Men Behind.
- "I Surrender to Your Love", Cómic.
- "Power of the Light", 100%.
- "Shining Star", Le Click (canción no publicada).
- "My Love Will Last Forever", Le Click (canción no publicada).
- "One Night in Heaven", Le Click (canción no publicada).
- "That's What Friends Are For" (canción no publicada).